# Línea 3 del Tren Eléctrico Urbano de Guadalajara
La Línea 3 del Tren Eléctrico Urbano de Guadalajara es la tercera línea de transporte público ferroviario en el área metropolitana de Guadalajara y la de mayor extensión dentro de la misma. Recorre 18 estaciones desde suroriente hacia norponiente, de las cuales 13 son elevadas y 5 son subterráneas; a lo largo de 21.5 kilómetros. Se estima que transportará a 233,000 pasajeros diariamente.
La línea conecta los centros históricos de Zapopan, Guadalajara y Tlaquepaque, a través del corredor vial metropolitano diagonal; que consta de las avenidas Juan Gil Preciado, Juan Pablo II, Manuel Ávila Camacho, Paseo Alcalde / 16 de Septiembre  y Revolución / Francisco Silva Romero, desde el Barrio de Arcos de Zapopan (en Zapopan) hasta la Central Camionera de Guadalajara (en Tlaquepaque).
Este proyecto de infraestructura fue anunciado por Enrique Peña Nieto a través de la SCT como uno de cinco compromisos que prometió al inicio de su presidencia en materia de transporte ferroviario.
Su color distintivo es el rosa.
| Última ampliación    | 12 de septiembre de 2020          |
| Material rodante     | Barcelona Metro 9000 Series       |
| Andenes              | 90 m                              |
| Municipios cubiertos | Guadalajara, Zapopan, Tlaquepaque |

## Historia

### Proyecto fallido previo

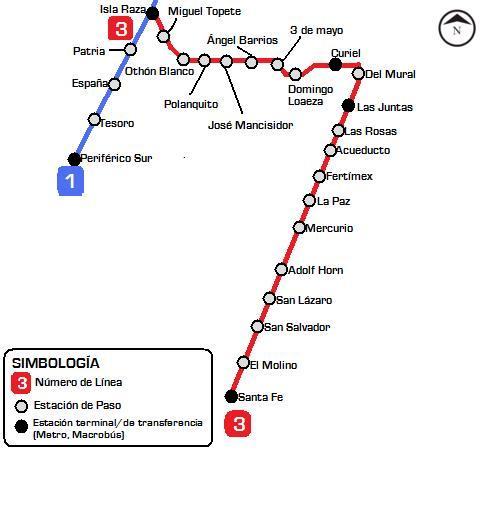
Mapa de la Línea 3 propuesta por Alfaro y descartada por el congreso local en 2009.

En 2009, el entonces alcalde de Tlajomulco -Enrique Alfaro Ramírez- propuso un proyecto de Línea 3 del Tren Ligero ante el Congreso del Estado de Jalisco; sin embargo fue rechazado por mayoría partidista. El proyecto habría sido una línea totalmente superficial, que correría hacia el sur de la Zona Metropolitana de Guadalajara; comenzando su recorrido en la estación Isla Raza de la Línea 1 del Tren eléctrico tomando la calle Miguel Topete hasta llegar a la Avenida Patria Sur, de ahí giraría en dirección oriente para tomar la calle Luis Covarrubias hasta llegar a una pequeña bifurcación para tomar la Avenida Patria Sur, de ahí giraría en dirección sur tomando las vías de FF.CC. Guadalajara-Manzanillo hasta llegar a la colonia Hacienda de Santa Fe, en el municipio de Tlajomulco.
Con este proyecto se pretendía beneficiar a más de 700,000 personas, pues las zonas por donde circularía sufren un fuerte rezago en materia de transporte público. Sin embargo, la Cámara Mexicana de la Industria de la Construcción retomó en 2017 la discusión del proyecto Tren Suburbano de Guadalajara que, de concretarse, beneficiaría a Tlajomulco mediante un sistema ferroviario de transporte masivo de usuarios hacia y desde la capital del estado; además del proyecto de Línea 4 contemplado por la SCT y que se espera comience a construirse el siguiente sexenio.

### Construcción
El 15 de agosto del 2012 la empresa SENER Engineering, comenzó la planeación y diseño de esta nueva línea para SITEUR; mediante la adjudicación del contrato realizado por licitación pública, para los “estudios de pre-inversión, relacionados con el análisis de factibilidad técnica, económica, financiera, legal y ambiental, análisis costo-beneficio, anteproyecto y proyecto ejecutivo”. En octubre del 2014 la empresa recibió un nuevo encargo para realizar la “asesoría técnica especializada (Project Management) para el proyecto de construcción”.
Inició su construcción el 7 de agosto de 2014 y la fecha de inauguración de la línea fue originalmente prevista para 2016, la cual más tarde sería anunciada para diciembre de 2017 y que fue reiterada por las autoridades en varias ocasiones.
En 2014 Alstom recibió el contrato por el que se incluye el suministro de 18 trenes Metrópolis, sistemas de comunicación, subestaciones de alta tensión, tracción y sistemas de control de tráfico basados en Urbalis 400, el sistema CBTC (Communications Based Train Control) de Alstom.
La tuneladora La Tapatía, que pertenece a la empresa española Sacyr, perforó a una profundidad máxima de 30 metros desde La Normal con el objetivo de concluir el tramo subterráneo en Plaza de la Bandera. Hasta el 18 de octubre de 2017, la longitud del túnel construido alcanza los 2,820 metros - de un total de 4,005 metros (sin incluir los tramos de conexión con los viaductos ni la longitud de ambas estaciones mencionadas), con un diámetro de 11,5 metros. “La Tapatía” reanudó su avance tras superar terreno lodoso entre las estaciones Catedral e Independencia; por lo que Rodolfo Guadalajara, director de SITEUR, confió que la excavación ya no enfrentaría complicaciones técnicas y concluiría antes de terminar el 2017.
A mediados de 2017 se reconoció un atraso en las obras y se estipuló el arranque para marzo de 2018, Más concretamente, Salvador Fernández Ayala -representante de la SCT en Jalisco- señaló a medios locales que la tuneladora concluiría su trabajo en diciembre de 2017 y que la línea 3 prestaría servicio a partir de junio o julio de 2018. Sin embargo, "La Tapatía" concluyó el túnel en mayo de 2018; lo cual dejó entrever que la obra no sería concluida antes de finalizar el sexenio presidencial durante el cual se inició. La SCT reconoció este atraso y para principios de 2018 se dijo que estaría lista para octubre.
No obstante ante los retrasos se barajeó la posibilidad de inaugurar únicamente los tramos de los dos viaductos antes de la conclusión de las administraciones en turno, en lo que se concluían las obras del túnel,  idea que fue cuestionada por el gobernador electo, Enrique Alfaro Ramírez.
Finalmente en septiembre de 2018, la SCT reconoció que la inauguración le correspondería al siguiente gobierno, encabezado por Andrés Manuel López Obrador y Enrique Alfaro Ramírez.
En noviembre se anunció la conclusión de la obra civil y la visita del presidente Enrique Peña Nieto a un acto simbólico para entregar las obras concluidas, pese a los detalles y pruebas faltantes. A los pocos días de la visita del presidente, el gobernador electo cuestionó la calidad de la obra, ya que los neoprenos colocados entre las trabes y columnas presentaban un desgaste anormal.
La Cámara Mexicana de la Industria de la Construcción (CMIC) y Colegio de Ingenieros Civiles del Estado de Jalisco (CICEJ) exigieron que esto se revisara antes de inaugurar la obra. El gobernador en turno, Aristóteles Sandoval, y algunos diputados en la cámara federal se sumaron a la exigencia por revisar esta falla.
El 21 de noviembre de 2018, en un acto encabezado por el presidente, Enrique Peña Nieto, Aristóteles Sandoval y otros funcionarios federales y estatales se puso en marcha "el inicio de pruebas operativas". En este acto, la SCT y Peña Nieto reconocieron el error en los neoprenos y anunciaron que éstas serían reparadas por la empresa encargada antes del inicio de operaciones con pasajeros.
En 2019 se firmó el contrato correspondiente a la “certificación y puesta en operación” de SENER Engineering. La obra que SENER Engineering entregó, la hizo acreedora del "Architecture, Construction & Design Awards 2020 First Award |  Transportation (Built)" logrando ser reconocida como la "Línea de Metro con Mejor diseño del mundo en 2020". siendo esta línea de SITEUR, la única línea de metro en América en ser reconocida de esta manera.
Finalmente el gobernador Enrique Alfaro Ramírez anuncio el 27 de agosto que las pruebas y la construcción de la línea 3 quedarán concluidas el 30 de agosto y quedó lista para entrar en funcionamiento el 1 de septiembre como se habían comprometido tanto el presidente como el gobernador. Aunque para poderse abrir al público resaltó el gobernador que están a la espera de que el presidente Andrés Manuel López Obrador acuda a la ciudad a hacer la inauguración.
Dicha fecha se dio el 12 de septiembre cuando alrededor de las 11:00 de la mañana el presidente inauguró la obra, y posteriormente abierta al público después de las 16:00 horas. La línea fue finalmente abierta el 12 de septiembre de 2020.

### Cronología de la ejecución de la obra
Tras iniciada la obra en 2014, su fecha estimada de finalización fue originalmente anunciada para 2016; lo cual supondría una construcción de dos años que por su magnitud se antojaba poco realista, conforme se realizaron los trabajos, la estimación de la finalización se pospuso para diciembre de 2017 y luego para marzo, o mayo, o julio, o septiembre de 2018. Sin embargo, durante los mandatos de Enrique Peña Nieto -presidente de la república- y de Jorge Aristóteles Sandoval Díaz -gobernador del Estado de Jalisco- quienes iniciaron la ejecución de la construcción, no se alcanzó a concluir totalmente la obra y tuvieron que realizar solo una "inauguración simbólica de pruebas técnicas" unos días antes de concluir sus servicios como gobernantes el 1 y el 5 de diciembre de 2018 respectivamente. Fue a los mandatarios Andrés Manuel López Obrador, presidente de la nación y a Enrique Alfaro Ramírez, gobernador del estado de Jalisco, a quienes les tocó inaugurar la Línea 3 del Tren Eléctrico.

## Daños en el Centro Histórico de Guadalajara
Tras la construcción del tramo subterráneo, La Tapatía habrá pasado por debajo de 342 fincas; hasta el momento lo ha hecho con 213, de las cuales 6 son de valor relevante. Únicamente en el 2.8% de tales inmuebles han encontrado fisuras que no representan daño estructural: se trata de cinco casas-habitación y el Museo del Periodismo y las Artes Gráficas en donde sólo se detectaron fisuras estéticas, que no afectan a la estructura en sí. La tuneladora ya se encuentra 60 metros adelante de la Catedral Metropolitana, justo abajo de la Plaza de Armas por lo señalado sobre que el inmueble de 400 años de antigüedad pasó la "prueba de fuego" a pesar del reporte de nuevas grietas. "No hay ninguna afectación de que preocuparse, todo está dentro del margen esperado” - señaló el director del SITEUR.

## Vialidades Integrantes
Viaducto 1 (tramo elevado): 
Inicia en el Municipio de Zapopan; por Av. Juan Gil Preciado (Carretera a Tesistán) en su cruce con Av. Arco del Triunfo (estación Arcos de Zapopan), Av. Juan Pablo II (estaciones Periférico Belenes, Mercado del Mar y Zapopan Centro), y Av. Manuel Ávila Camacho desde el nodo vehicular Basílica hasta la Glorieta La Normal, en el Municipio de Guadalajara (estaciones Plaza Patria, Circunvalación Country y Ávila Camacho).
Túnel (tramo subterráneo):
Consta de 5.3 kilómetros en el Municipio de Guadalajara; desde Paseo Alcalde / 16 de Septiembre (estaciones La Normal, Santuario y Guadalajara Centro), hasta Av. Revolución (estaciones Independencia y Plaza de la Bandera).
Viaducto 2 (tramo elevado):
Inicia en el Municipio de Tlaquepaque; cruzando las avenidas De Las Torres (estación Central de Autobuses) y Francisco Silva Romero (Estación Lázaro Cárdenas y Tlaquepaque Centro) hasta Av. Revolución (estaciones Río Nilo, Revolución, y CUCEI).

## Zonas de tolerancia
Se cuenta con una zona de tolerancia para las personas que deseen utilizar el lugar para fumar.

## Estaciones
Las 18 estaciones de esta línea se listan por nombre e incluyen puntos de referencia geográfica y/o atracciones turísticas; algunas incluso con referencias en inglés para extranjeros no-hispanohablantes.
| Logo | Nombre                   | Inauguración             | Municipio   | Conexión | Tipo        | Coordenadas                                             |
| ---- | ------------------------ | ------------------------ | ----------- | -------- | ----------- | ------------------------------------------------------- |
|      | Arcos de Zapopan         | 12 de septiembre de 2020 | Zapopan     | -        | Elevada     | 20°44′28.41″N 103°24′26.81″O / 20.7412250, -103.4074472 |
|      | Periférico Belenes       | 12 de septiembre de 2020 | Zapopan     |          | Elevada     | 20°44′17.16″N 103°24′11.13″O / 20.7381000, -103.4030917 |
|      | Mercado del Mar          | 12 de septiembre de 2020 | Zapopan     | -        | Elevada     | 20°43′43.72″N 103°23′21.27″O / 20.7288111, -103.3892417 |
|      | Zapopan Centro           | 12 de septiembre de 2020 | Zapopan     | -        | Elevada     | 20°43′9.66″N 103°23′10.02″O / 20.7193500, -103.3861167  |
|      | Plaza Patria             | 12 de septiembre de 2020 | Guadalajara | -        | Elevada     | 20°42′43.71″N 103°22′29.52″O / 20.7121417, -103.3748667 |
|      | Circunvalación Country   | 12 de septiembre de 2020 | Guadalajara | -        | Elevada     | 20°42′23.28″N 103°21′57.65″O / 20.7064667, -103.3660139 |
|      | Ávila Camacho            | 12 de septiembre de 2020 | Guadalajara |          | Elevada     | 20°41′57.79″N 103°21′17.85″O / 20.6993861, -103.3549583 |
|      | La Normal                | 12 de septiembre de 2020 | Guadalajara | -        | Subterránea | 20°41′42.45″N 103°20′55.41″O / 20.6951250, -103.3487250 |
|      | Santuario                | 12 de septiembre de 2020 | Guadalajara | -        | Subterránea | 20°41′2.56″N 103°20′52.32″O / 20.6840444, -103.3478667  |
|      | Guadalajara Centro       | 12 de septiembre de 2020 | Guadalajara |          | Subterránea | 20°40′34.3″N 103°20′50.62″O / 20.676194, -103.3473944   |
|      | Independencia            | 12 de septiembre de 2020 | Guadalajara |          | Subterránea | 20°40′15″N 103°20′39.98″O / 20.67083, -103.3444389      |
|      | Plaza de la Bandera      | 12 de septiembre de 2020 | Guadalajara | -        | Subterránea | 20°39′54.47″N 103°19′57.81″O / 20.6651306, -103.3327250 |
|      | CUCEI                    | 12 de septiembre de 2020 | Guadalajara | -        | Elevada     | 20°39′34.71″N 103°19′26.51″O / 20.6596417, -103.3240306 |
|      | Revolución               | 12 de septiembre de 2020 | Guadalajara | -        | Elevada     | 20°39′3.49″N 103°18′36.99″O / 20.6509694, -103.3102750  |
|      | Río Nilo                 | 12 de septiembre de 2020 | Guadalajara | -        | Elevada     | 20°38′41.24″N 103°18′14.8″O / 20.6447889, -103.304111   |
|      | Tlaquepaque Centro       | 12 de septiembre de 2020 | Tlaquepaque | -        | Elevada     | 20°38′15.19″N 103°17′59.89″O / 20.6375528, -103.2999694 |
|      | Estación Lázaro Cárdenas | 12 de septiembre de 2020 | Tlaquepaque | -        | Elevada     | 20°37′55.72″N 103°17′46.43″O / 20.6321444, -103.2962306 |
|      | Central de Autobuses     | 12 de septiembre de 2020 | Tlaquepaque | -        | Elevada     | 20°37′23.33″N 103°17′6.21″O / 20.6231472, -103.2850583  |

## Galería
- Tren llegando a la estación Guadalajara Centro en la Línea 3